# هان تیانیو
هان تیانیو (انگلیسی: Han Tianyu؛ زادهٔ ۳ ژوئن ۱۹۹۶) از برندگان مدال‌های بازی‌های المپیک زمستانی اسکیت‌باز سرعت اهل چین است.